# Shiratori Kimiko
Shiratori Kimiko (白鳥 公子) là một cựu cầu thủ bóng đá nữ người Nhật Bản.

## Đội tuyển bóng đá nữ quốc gia Nhật Bản
Shiratori Kimiko thi đấu cho đội tuyển bóng đá nữ quốc gia Nhật Bản từ năm 1984 đến 1986.

## Thống kê sự nghiệp
| Nhật Bản  | Nhật Bản | Nhật Bản |
| Năm       | Trận     | Bàn      |
| --------- | -------- | -------- |
| 1984      | 3        | 0        |
| 1985      | 0        | 0        |
| 1986      | 2        | 0        |
| Tổng cộng | 5        | 0        |